# Любо Киров
Любомир Цветанов Киров, по-известен като Любо Киров, е български поп и рок изпълнител, музикален продуцент, инструменталист, художник, автор на много хитове в поп музиката и десетки текстове за песни. 

## Кариера

### Младежки години
От малък се научава да свири на пиано и барабани. Завършва Националната художествена академия с магистърска степен. Известно време е барабанист на дуум метъл групата Mortal Remains. По-късно става част от групата „Mr. White“, с които записва сингъла „Нещо смешно“.

### С група „Те“
В периода 2000 – 2007 година с група „Те“ създава два албума – „Местоимения“ и „Различен“, съдържащи хитове като: „Има ли цветя“, „Ще те намеря“, „Искам“, „All Right“ „Различен“ и много други, заставали на първи позиции седмици наред по това време в радио и телевизионния ефир. Група „Те“ е носител на Първа награда на Международния медиен фестивал „Албена“ в раздел „Концерти“ за реализацията на „TE Unplugged“ DVD. През същия период заедно с „Те“ Любо Киров участва в големи музикални събития като концертите на „Симпли Ред“, Incognito, Al McKay's Earth Wind And Fire Experience, „Симпъл Майндс“. Групата взима участие в различни инициативи и кампании като „Спортът срещу дрогата“, „България в ЕС“ в Брюксел и др.

### Самостоятелна кариера
През пролетта на 2007 г. Любо стартира соловата си кариера. Първият самостоятелен сингъл на Любо – „Отново вярвам“ печели престижния конкурс на БНР „Златна пролет“. През 2010 година излиза и първият самостоятелен албум – „Любо 2010“, който съдържа много хитове като: „Mога“, „Говори ми на ти“, „Аз и ти“, „На края на света“, „Забранена любов“ към едноименния сериал на „Нова телевизия“, Tonight с италианската певица Алесия д’Андреа и др.
Три от песните от албума на Любо – „Говори ми на ти“, „Отново вярвам“ и Tonight са излъчени в класацията на MTV – Europe’s World Chart Express.
Следват самостоятелните албуми „Знам“ (2017) и „Както преди“ (2018), които получават златен и платинен статус за българска музика по продажби.
Печели редица награди, сред които три за изпълнител на годината (през 2012, 2014 и 2018 г.), за най-добра песен през 2007 и 2020 г., за най-добър албум за 2017 г. и др.
Негови песни и текстове присъстват в учебниците по музика.
През 2024 година има поредица от концерти в Плевен, Варна, Стара Загора, Бургас, Пловдив и Велико Търново, която завършва на 28 ноември в най-голямата софийска концертна зала „Арена 8888 София“.

### Телевизия
Член е на журито в „X Factor“ по време на втори (2013), трети (2014-15) и пети сезон (2017).
През 2014 г. журира в „Големите надежди“.
През 2021 г. и 2022 г. е треньор в осмия и деветия сезон на „Гласът на България“.
От 2024 г. насам е част от журито на дванадесетия и тринадесетия сезон на „Като две капки вода“.

### Автобиографична книга
На 26 октомври 2022 г. Любо Киров издава автобиографичната книга „Всичко е имало смисъл“. Книгата е обявена на 50-годишния юбилей на музиканта.

## Награди
- 2022 – Най-добра песен (БГ Радио)
- 2020 – Най-добра песен (БГ Радио)
- 2019 – Най-добър албум (БГ Радио)
- 2018 – Най-добър изпълнител (БГ Радио)
- 2017 – Най-добър албум (БГ Радио)
- 2014 – Най-добър изпълнител (БГ Радио)
- 2012 – Най-добър изпълнител (БГ Радио)
- 2007 – Най-добра песен (БНР)
- 2006 – Най-добър концерт – (Международен медиен фестивал „Албена“)
- 2005 – Най-добра група (БГ Радио)
- 2004 – Наи-добро изпълнение на живо (БГ Радио)
- 2003 – Най-добра група (Melo TV Mania Music Awards)
- 2003 – Най-добра музика (Melo TV Mania Music Awards)
- 2002 – Супер-група на България (БГ Радио)
- 2002 – Най-добра група (Bulgarian TOP 100 Music Awards)
- 2001 – Най-добър дебют (Melo TV Mania Music Awards)

## Дискография
- 2001 – „Местоимения“ (My Sound Universe)
- 2003 – „Различен“ (My Sound Universe)
- 2005 – „Te Unplugged“ (Live)
- 2010 – „Любо 2010“ (My Sound Universe)
- 2011 – „Life Is Beautiful“ (Lyubo & JP)
- 2012 – „I Can't Get Over“ (Mr. Moon & Lyubo Kirov/ Stimulated Soul Recordings)
- 2017 – „Знам. Най-доброто от Любо Киров“ (My Sound Universe)
- 2018 – „Както преди“ ( Sound Universe)
- 2022 – „Целуни ме“ (My Sound Universe)
- 2024 – „Ново сърце“ (My Sound Universe)
- 2025 – „25. Най-доброто от Любо Киров“ (Вирджиния Рекърдс)